# Mihajlo Milan Šarić
Mihajlo Milan Šarić (* 25. September 1875 in Osijek, Kroatien-Slawonien; † 18. August 1913 in Pakrac, heute Kroatien) war kroatischer Schriftsteller und Mitwirkender der jungen kroatischen Literatenbewegung in Prag.

## Leben
Šarić kam 1875 im slawonischen Städtchen Osijek zur Welt, das wie ganz Kroatien unter österreich-ungarischer Verwaltung stand.
1895 beteiligte er sich als Student in Zagreb an der Flaggenverbrennung am Platz Banja Jelačića zum Staatsbesuch des österreichischen Kaisers. Nach der Verhaftung wurde er, wie viele seiner Kollegen – darunter Stjepan Radić – lebenslang von der Universität Zagreb verwiesen.
So setzte Milan Šarić sein Philosophiestudium in Prag fort. Zusammen mit anderen Gleichgesinnten wie Živan Bertić, Milan Heimrl, Svetimir Korporić, Franjo Poljak und dem Herausgeber František Hlavaček gründete er dort 1897 die politik-kritische Zeitung Hrvatska Misao (Blatt für literarische, politische und soziale Fragen), in der er eine sehr ausführliche und scharfe Kritik zur damaligen kroatischen Literatur Naša književnost verfasste. Seine Hauptkritik bezog sich dabei auf die Aristokratiegebundenheit und die fehlende Volksnähe in der damaligen kroatischen Literatur.
Obwohl die Monatszeitung Hrvatska Misao hauptsächlich als Literatur- und Kulturmagazin gedacht war, gab es darin fast keine Artikel dieser Art zu lesen. Dies zeigt das beinahe utilitaristische Verständnis von Literatur, das damals bei diesen Literaten geherrscht hat. Die Literatur war den wichtigen gesellschaftlichen Fragen untergeordnet. Man verlangte eine elementare kulturelle Veränderung so wie die Vereinigung aller Südslawen. So gab man dem Magazin schon bald den Untertitel Blatt der vereinigten kroatischen, serbischen und slowenischen Jugend für politische, soziale und literarische Fragen und setzte damit ein prognostisches Zeichen für die jugoslawische Zukunft. Die Zeitung wurde aber schon bald wegen ihrer „sozialistischen und anarchistischen Tendenzen“ verboten. 1902 wurde sie unter dem Herausgeber Stjepan Radić wieder gegründet und mit denselben Mitarbeitern wie die vorhergehenden Blätter. Šarić selbst hat sich auch sehr schnell von der Literaturkritik entfernt und einige sozialwissenschaftliche Studien verfasst. Die wichtigsten sind Die Studie über slawonische Völker und Leben und Werk Dr. Ante Starčevićs.
Er erkrankte an Tuberkulose und zog zu seiner Schwester nach Pakrac, in Slawonien, wo er mit 38 Jahren starb.